# 에드 우드워드
에드워드 개러스 "에드" 우드워드 (Edward Gareth "Ed" Woodward, 1971년 11월 9일 ~ )은 영국의 전 회계사, 증권인이다. 브리스틀 대학교에서 물리학을 전공해 1993년 졸업하였고, 후에 회계학을 공부하여 회계사가 되었다. 2005년 맬컴 글레이저의 부름을 받아 글레이저 가문이 인수한 맨체스터 유나이티드 FC에서 일을 하게 되었고, 2012년 부회장 데이비드 길이 사임하자 부회장으로 승격하게 된다.